# Polska prezydencja w Radzie Unii Europejskiej w 2025 roku

Logo prezydencji

Polska prezydencja w Radzie Unii Europejskiej – okres, w którym Polska przewodniczyła posiedzeniom Rady Unii Europejskiej.
1 stycznia 2025 roku Polska stanęła na czele Rady Unii Europejskiej (UE). Jest to druga polska prezydencja. Przez sześć miesięcy Polska będzie przewodniczyć pracom Rady UE.
Sprawowanie prezydencji w Unii Europejskiej jest naturalną konsekwencją przystąpienia Polski do UE w 2004 roku i szczególnego rodzaju zobowiązaniem wynikającym ze statusu państwa członkowskiego. Obowiązek ten został wprowadzony przez Traktat ustanawiający Wspólnotę Europejską z 1957 roku. Polska prezydencja przypadła na I połowę 2025 roku co jest zgodnie z porządkiem ustalonym jednomyślną decyzją Rady Unii Europejskiej. Kolejność prezydencji została określona w Decyzji Rady z dnia 1 stycznia 2007 roku w sprawie porządku sprawowania prezydencji w Radzie (2007/5/WE, Euratom). Porządek sprawowania prezydencji w Radzie został ustalony do połowy 2020 roku.

## Logo
Logiem prezydencji jest niebieski napis „EU”, przez którą przebiega polska flaga. Całości towarzyszy napis „POLAND2025.eu”.